# Циклічне напруження
Циклі́чне напру́ження (англ. cyclic stress) — механічне напруження у матеріалі, що циклічно змінюється за величиною (а часто і знаком) у часі. Циклічні напруження виникають як наслідок прикладання циклічного навантаження (циклічного навантажування).
Цикл напру́жень (англ. stress cycle) — це сукупність послідовних значень механічних напружень за один період їх зміни.

## Параметри циклу напружень

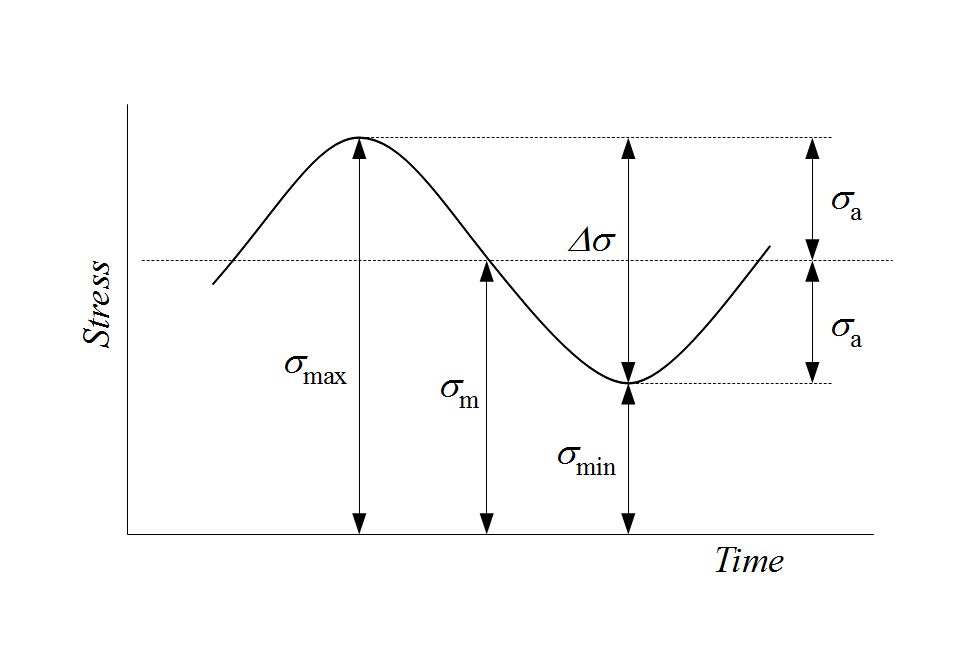
Параметри циклу напружень

Цикл напружень характеризується такими параметрами:
- максимальним напруженням {\displaystyle \left(\sigma _{max}\right)};
- мінімальним напруженням {\displaystyle \left(\sigma _{min}\right)};
- середнім напруженням {\displaystyle \left(\sigma _{m}={\frac {\sigma _{max}+\sigma _{min}}{2}}\right)};
- амплітудою циклу {\displaystyle \left(\sigma _{a}={\frac {\sigma _{max}-\sigma _{min}}{2}}\right)};
- розмахом циклу {\displaystyle (\Delta \sigma =2\sigma _{a})}
- характеристикою циклу (коефіцієнтом асиметрії) {\displaystyle \left(r={\frac {\sigma _{min}}{\sigma _{max}}}\right)}.

## Види циклів напружень
Цикли напружень бувають:
- знакопостійними, якщо алгебраїчні знаки напружень {\displaystyle \sigma _{max}} і {\displaystyle \sigma _{min}} є однаковими;
- знакозмінними у протилежному випадку.

Симетричний цикл напружень — цикл напружень, у якого максимальне і мінімальне напруження є однаковими за абсолютним значенням, але протилежними за знаком. Для симетричного циклу: {\displaystyle \sigma _{m}=0;\sigma _{a}=\sigma _{max}=-\sigma _{min};r=-1}.
Пульсуючий (віднульовий) цикл напружень — цикл напружень, що змінюються від нуля до свого максимального або мінімального значення. Для такого циклу: {\displaystyle \sigma _{m}={\frac {\sigma _{a}}{2}};r=0(\sigma _{m}>0);r=\infty (\sigma _{m}<0)}. Границя витривалості в умовах розтягування-стискання буде позначатись {\displaystyle \sigma _{-1}}, в умовах кручення {\displaystyle \tau _{-1}}.
Сталий цикл — цикл напружень, у якого напруження не змінюються у часі: {\displaystyle \sigma _{a}=0;\sigma _{m}=\sigma _{max}=\sigma _{min};r=+1}.
Характер (закон) зміни напружень у часі практично не впливає характеристики витривалості, істотними є характеристики циклу напружень. Границя витривалості за симетричного циклу є мінімальною при однаковому розмаху циклу напружень.
Сказане про цикли напружень відноситься як до нормальних, так і дотичних напружень.